# Queso Garrotxa
El queso Garrotxa o queso de corteza enmohecida (en catalán: formatge Garrotxa o de pell florida) es un queso de cabra tradicional catalán. Casi extinguido en la década de 1980,[cita requerida] ha sido revivido por una joven cooperativa de queseros y ganaderos de cabras en la zona de La Garrocha (Garrotxa en catalán) en Cataluña. La recuperación comenzó en 1981, y desde entonces el queso se ha generalizado dentro de la producción artesanal.
El queso Garrotxa se elabora tradicionalmente con leche de cabra murciana y es envejecido en cuevas para potenciar el desarrollo del moho y el sabor final. Este queso se caracteriza por tener una corteza de color gris o gris azulado, una textura firme, el interior de color marfil y un sabor terroso. El queso es semi-blando. Las ruedas del queso Garrotxa son pequeñas (por lo general alrededor de 750 gramos) y maduran de una forma relativamente rápida con la humedad de los Pirineos. Su tiempo de maduración varía, pero suele ser entre cuatro y ocho semanas. El queso es pasteurizado.
Garrotxa marida bien con pan de campo crujiente, peras, y frutos secos, como avellanas, almendras o nueces. Puede ser servido como tapas o al final de una comida a modo de postre. El queso es ligeramente ácido.
Marida con vinos blancos como el vino catalán del Priorato, o Pinot gris, Verdejo, o Chardonnay con "textura para complementar la dulzura mantecosa del queso" o fino o seco amontillado, para destacar el sabor a frutos secos del queso.
Algunos catalanes reclaman que se otorgue la denominación de origen al queso Garrotxa.